# Friedrich Hermann Schubert
Friedrich Hermann Schubert  (* 26. August 1925 in Dresden; † 30. Juni 1973 in Frankfurt am Main) war ein deutscher Historiker.

## Leben
Schubert wurde 1925 als Sohn des Dresdner Architekturprofessors und Architekten Otto Schubert und der Lehrerin Veronika geb. Strüver geboren, deren Eltern in der gehobenen Dresdener Gesellschaft bestens verankert waren; dies gilt insbesondere für seinen Großvater, der ihm als Jurist ein Leitbild war. Bei seinem Großvater väterlicherseits handelt es sich um den Bildhauer Hermann Schubert. Schubert besuchte das Vitzthum-Gymnasium Dresden, das er im Februar 1944 mit dem Abitur abschloss. Dem Einzug in die Wehrmacht entging er wegen einer Krankheit, die ihn ganze zwei Jahre in Beschlag nahm. Er begann dann aber 1946 das Studium der Geschichte und Volkswirtschaft an der Ludwig-Maximilians-Universität München. 1952 wurde er mit einer Studie über Ludwig Camerarius bei Franz Schnabel zum Dr. phil. promoviert. Die Arbeit stellte mit dem in Nürnberg geborenen, aber in pfälzischen und schwedischen Diensten wirkenden Ludwig Camerarius ein Lebensbild dar, das auch im Dreißigjährigen Krieg noch intellektuelle Horizonte erkennen ließ.
Schubert, der seit 1952 für die Historische Kommission bei der Bayerischen Akademie der Wissenschaften tätig war, begann nach dem Druck seiner Dissertation eine größere Studie über den älteren deutschen Reichstag im Bild der Publizistik zwischen 1495 und 1648. Mit dieser Arbeit, die wie schon die Dissertation völlig neue, außerordentlich weite Horizonte eröffnete, habilitierte er sich 1959 an der Universität München. Sie wurde in den Folgejahren von ihm stark überarbeitet und ergänzt, bis sie 1966 erscheinen konnte.
1962 wurde Schubert Diätendozent in München, wo er auch die Lehrstuhlvertretung seines großen Förderers Franz Schnabel versah. Nur ein Jahr später wurde er, diesmal angeregt durch Karl Dietrich Erdmann, Professor für Mittlere und Neuere Geschichte an der Christian-Albrechts-Universität zu Kiel. Nach der Ablehnung eines Rufes an die Universität Hamburg übernahm er 1968 den von Otto Vossler innegehabten Lehrstuhl für Mittlere und Neuere Geschichte an der Universität Frankfurt am Main. Von 1952 bis 1963 war er zudem Redakteur der Neuen Deutschen Biographie. Zu seinen akademischen Schülern gehörten u. a. Sigrid Jahns, Johannes Kunisch und Volker Press. Gerhard Menk begann seine Promotion bei Schubert.
Schubert gehörte zu den Wiederentdeckern des älteren deutschen Reichstags als gewichtiger Institution im europäischen Umfeld und nebenbei auch des Werkes des calvinistischen Staatstheoretikers Johannes Althusius. Schubert war wie Franz Schnabel ein Repräsentant des Neuhumanismus, der in der unmittelbaren Nachkriegszeit in München eine starke Wirkung entfaltete. Schubert verfügte nicht nur über ein westliches und liberales Verständnis von Geschichte, sondern trug maßgeblich dazu bei, die älteren deutschen Verfassungsinstitutionen in den Mittelpunkt der gemeineuropäischen intellektuellen Tradition während der gesamten frühen Neuzeit zu rücken. Ein groß angelegtes Werk zur europäischen Monarchiegeschichte ist bedauerlicherweise verloren gegangen.
Schubert war Mitglied im Bund Freiheit der Wissenschaft. Während der Studentenunruhen in den 1960er Jahren sah er sich den Protesten linker Studenten ausgesetzt, die ihn fälschlicherweise als Exponenten eines hochkonservativen Bildungsideals und Professorentums ausmachten. Ihnen hat er sich mit Erfolg vor Gericht erwehren, sie aber nicht von seinen grundliberalen Auffassungen überzeugen können.
Im Sommer 1973 wählte Schubert als seinerzeitiger Dekan des Fachbereichs den Freitod.

## Mitgliedschaften
- 1963: Außerordentliches Mitglied der Historischen Kommission bei der Bayerischen Akademie der Wissenschaften
- 1965: Ordentliches Mitglied der Historischen Kommission bei der Bayerischen Akademie der Wissenschaften

## Schriften (Auswahl)
- Ludwig Camerarius (1573–1651) – eine Biographie. Die Pfälzische Exilregierung im Dreißigjährigen Krieg. Ein Beitrag zur Geschichte des politischen Protestantismus. Mit Beiträgen zu Leben und Werk des Verfassers. Hrsg. von Anton Schindling unter Mitarbeit von Markus Gerstmeier. Aschendorff, Münster 2013, ISBN 978-3-402-13018-6.
- Die deutschen Reichstage in der Staatslehre der frühen Neuzeit. Vandenhoeck & Ruprecht, Göttingen 1966. Digitalisat bei Das Digi20-Projekt der Bayerischen Staatsbibliothek